# Landres-et-Saint-Georges
Landres-et-Saint-Georges je francouzská obec v departementu Ardensko v regionu Grand Est. Žije zde 68 obyvatel.

## Poloha obce
Obec leží na jihovýchodě departementu Ardensko u hranic s departementem Meuse.

### Sousední obce
| Růžice kompasu | Imécourt               | Bayonville               | Tailly                          | Růžice kompasu |
| Růžice kompasu | Champigneulle          | Sever                    | Bantheville (Meuse)             | Růžice kompasu |
| Růžice kompasu | Champigneulle          | Landres-et-Saint-Georges | Bantheville (Meuse)             | Růžice kompasu |
| Růžice kompasu | Champigneulle          | Jih                      | Bantheville (Meuse)             | Růžice kompasu |
| Růžice kompasu | Saint-Juvin Sommerance | Exermont                 | Romagne-sous-Montfaucon (Meuse) | Růžice kompasu |

## Vývoj počtu obyvatel
Počet obyvatel